# Brad Tinsley
Bradley Glen "Brad" Tinsley (Oregón City, Oregón; 10 de mayo de 1989) es un baloncestista estadounidense que pertenece a la plantilla del FC Porto de la Liga Portuguesa de Basquetebol. Con 1,91 metros de estatura, juega en la posiciones de base y escolta.

## Trayectoria deportiva
Es un jugador formado durante cuatro temporadas en la Universidad Vanderbilt de Nashville (Tennessee) para jugar en la NCAA con los Vanderbilt Commodores. 
Tras no ser drafteado en 2012, en julio de 2012 firmó con Heroes Den Bosch de los Países Bajos para la temporada 2012-13. Sin embargo, meses más tarde dejó EiffelTowers debido a una lesión en el tobillo.
En diciembre de 2012, firmó con Okapi Aalstar de Bélgica para el resto de la temporada. El 31 de enero de 2013, dejó Okapi después de solo siete partidos. 
El 5 de febrero de 2013, firmó con Saint-Vallier Basket Drôme de la LNB Pro B francesa para el resto de la temporada. 
En enero de 2014, firmó con Lakeside Lightning de la State Basketball League, una liga semiprofesional de Australia. El 9 de agosto de 2014, registró 56 puntos en la victoria de los Lightning por 150-144 sobre los Stirling Senators en el tercer partido de su serie de cuartos de final. 
El 8 de agosto de 2014, firmó con MLP Academics Heidelberg de la liga alemana Pro A.
El 29 de julio de 2015, firmó un contrato por un año con el FC Porto de la Liga Portuguesa de Basquetebol.
En la temporada 2017-2018 se marchó a Lituania para jugar con Vytautas Prienai-Birštonas, pero se fue en diciembre de 2017 para firmar por el Chemnitz 99 de la Pro B alemana en el que promedió 9.2 puntos, 3.2 rebotes y 3.8 asistencias por partido. 
El 5 de julio de 2018, Tinsley firmó con Junior Pallacanestro Casale de la Serie A2 italiana, pero regresó al FC Porto poco después y se unió al equipo portugués en febrero de 2019.